# Ghiacciaio Niépce
Il ghiacciaio Niépce (in inglese Niépce Glacier) (65°07′S 63°22′W) è un ghiacciaio situato sulla costa di Danco, nella parte occidentale della Terra di Graham, in Antartide. Il ghiacciaio, il cui punto più alto si trova 358 m s.l.m., si trova in particolare sulla penisola Kiev dove il suo flusso si unisce a quello del ghiacciaio Daguerre per poi fluire fin nella cala di Lauzanne, all'interno della baia Flandres.

## Storia
Il ghiacciaio Niépce è stato osservato su una mappa del governo argentino del 1954 e non si sa chi abbia effettivamente effettuato il suo primo avvistamento dal vivo, esso è stato comunque così battezzato nel 1960 dal Comitato britannico per i toponimi antartici in onore di Joseph Nicéphore Niépce, un fisico francese che nel 1839, assieme a Louis Daguerre, inventò e perfezionò il processo fotografico conosciuto come dagherrotipia.